# Sten Dunér

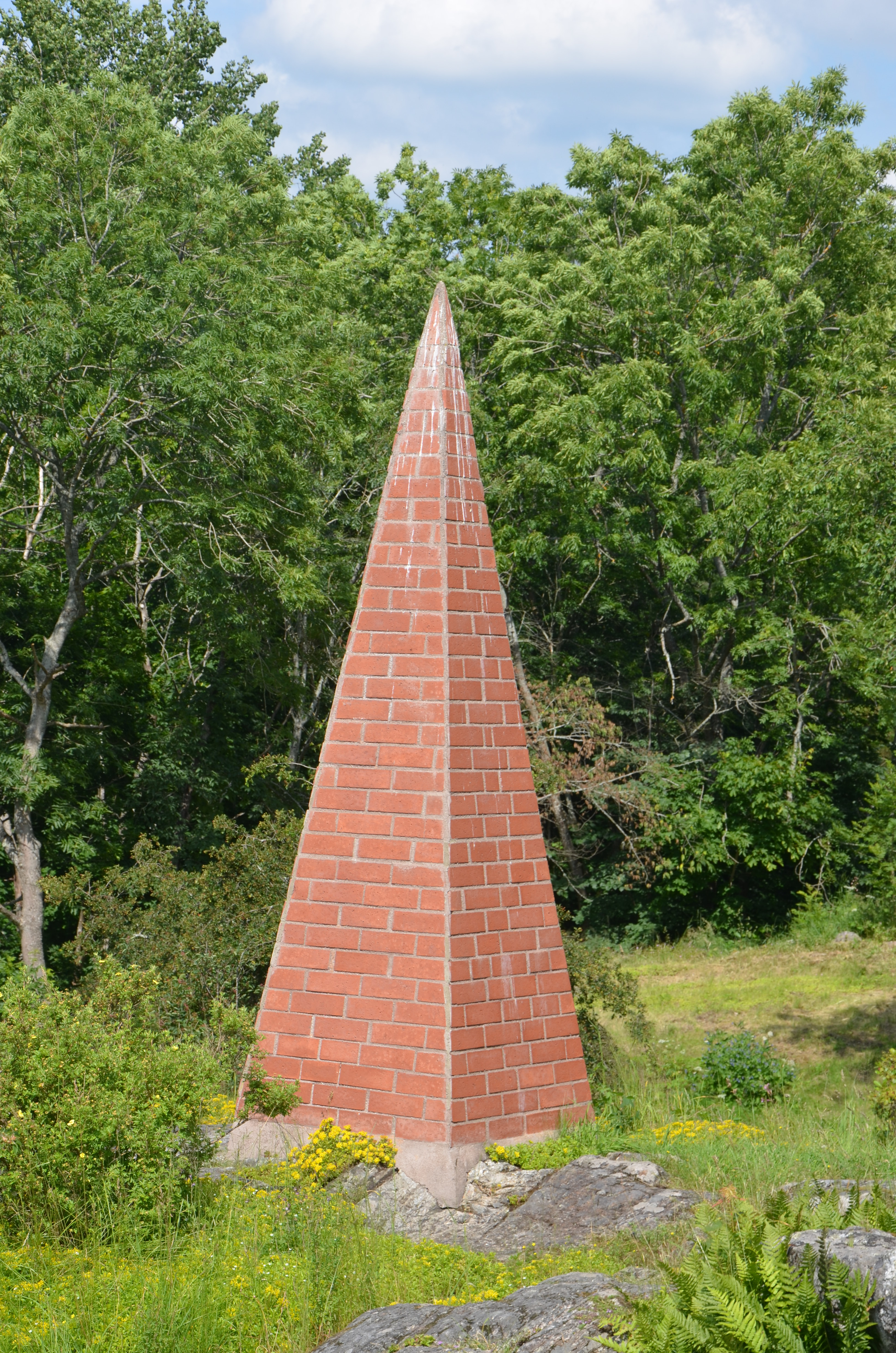
Monolit, 1998, i Görvälns slotts skulpturpark.

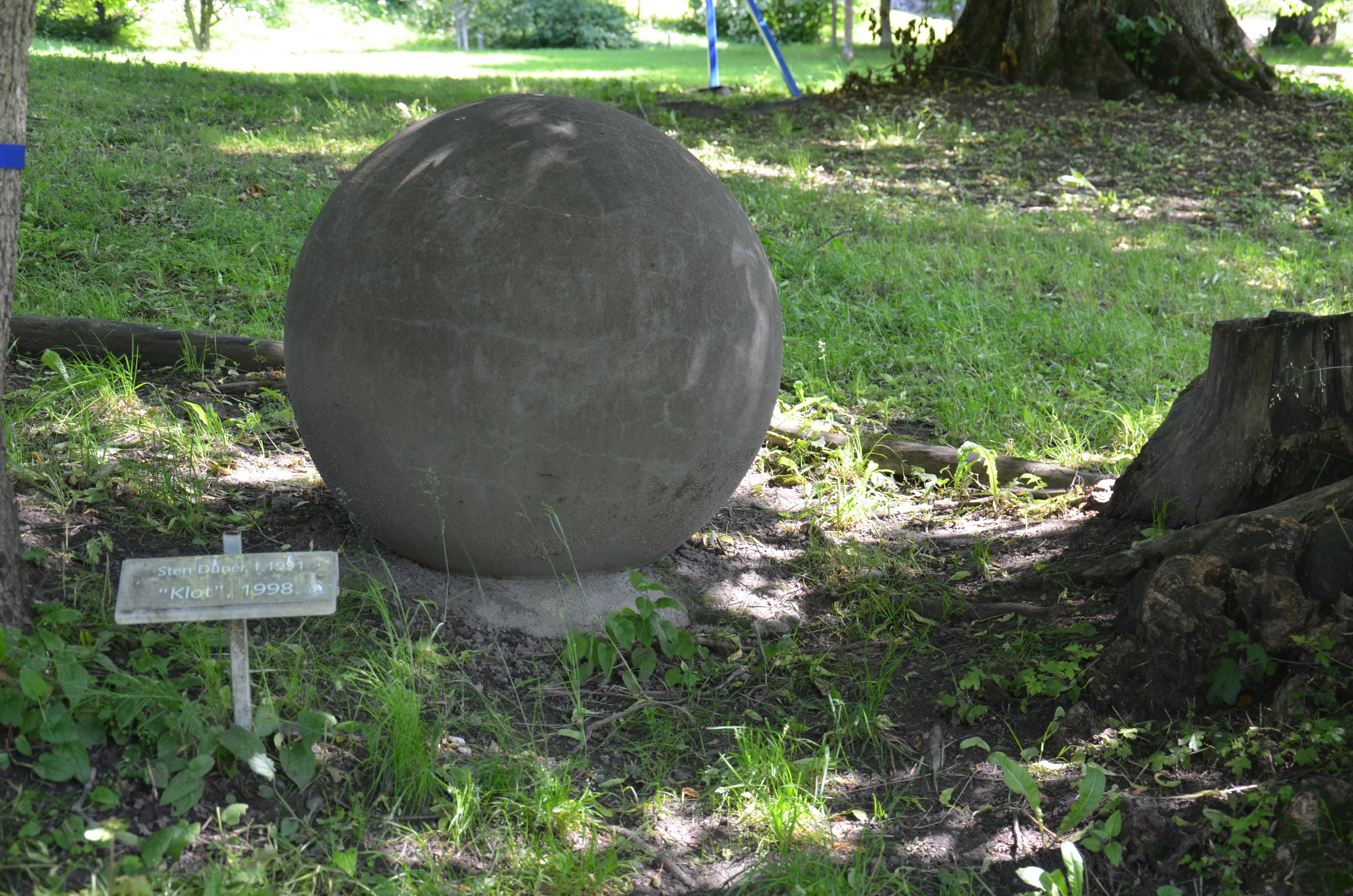
Klot, 1998, i Görvälns slotts skulpturpark.

Sten Anders Gunnar Dunér, född 23 februari 1931 i Lund, död där 22 januari 2016, var en svensk målare, tecknare och konstteoretiker. 
Sten Dunér var son till kyrkoherde Pål Dunér och folkskolläraren Märta Broberg. Efter studentexamen i Landskrona 1951 följde akademiska studier vid Lunds universitet, där han blev filosofie kandidat 1954 och filosofie licentiat i teoretisk filosofi vid samma lärosäte 1958. Han var universitetslektor i modern logik vid samma lärosäte 1959–1964.
Sten Dunér var även professor i konstteori vid Konstfackskolan i Stockholm. Han finns representerad på Moderna museet  i Stockholm, Kalmar konstmuseum, Norrköpings konstmuseum , Skissernas museum i Lund och Örebro läns landsting. 
Han var gift med Katarina Dunér samt far till arkitekten Pål Dunér, idéhistorikern David Dunér och konstnären Karl Dunér. Sten Dunér är begravd på Gällaryds kyrkogård.

## Priser och utmärkelser
- Görvälns kulturpris 1997
- Linnépriset 2002